# Dichromodes rufula
Dichromodes rufula là một loài bướm đêm trong họ Geometridae.